# 陸中大野駅

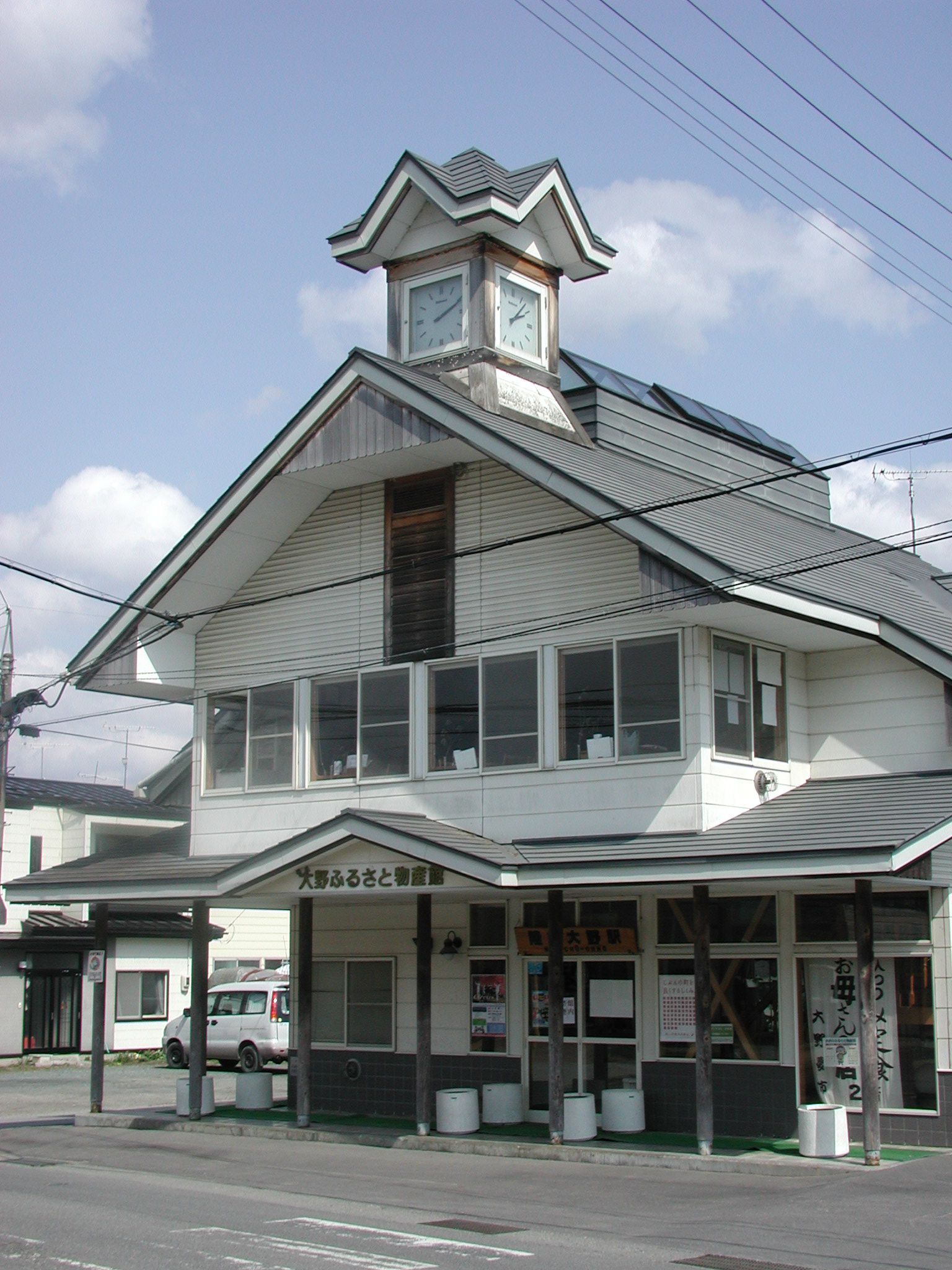
陸中大野駅（2010年4月）

陸中大野駅（りくちゅうおおのえき）は、岩手県九戸郡洋野町（旧・大野村）にあったJRバス東北の自動車駅である。

## 停車路線
- 岩手県北自動車（岩手県北バス）
  - 久慈 - 大野線（久慈駅 - 陸中大野）
  - 大野 - 軽米線（陸中大野 - 軽米病院 - 軽米インター）
  - 八戸 - 大野線（八戸ラピアBT - 大野）-南部支社（南部バス）での停留所名は大野（おおの）である。
- 洋野町営バス
  - 種市大野線（種市駅 - おおのキャンパス）

## 駅構造
- JRバス撤退後の駅舎は町営（旧・大野村営）の「大野ふるさと物産館」（住所 岩手県九戸郡洋野町大野8-83-4[1]）になっており、2階には食堂がある。
- 窓口では、岩手県北バスのバスカード（岩手県内路線用）と回数券（南部支社エリア用）を発売している。

## 駅周辺
- 洋野町役場大野庁舎（旧・大野村役場）
- 大野郵便局
- 洋野町立大野小学校
- 洋野町立大野第一中学校
- 洋野町国保大野診療所
- 洋野町国保大野歯科診療所
- 洋野町大野保健センター